# La Biosthetique Sam FBW
La Biosthetique Sam FBW, kurz Sam (* 10. März 2000) ist ein ehemals international erfolgreiches Vielseitigkeitspferd aus der Württemberger Zucht.
Er wurde im Sport von dem deutschen Weltklassereiter Michael Jung geritten und steht im Besitz von dessen Familie, dem Deutschen Olympiade-Komitee für Reiterei und Erich Single.

## Sport
Den ersten Auftritt vor größerem Publikum hatte Sam, geritten von Michael Jung, bei den Bundeschampionaten der Jahre 2005 und 2006. Noch mit Schwächen in der Dressur wurde er Fünfter bei den fünfjährigen Vielseitigkeitspferden, ein Jahr später Sechster. In den Jahren 2006 und 2007 gewann das Paar bei der Weltmeisterschaft der jungen Vielseitigkeitspferde jeweils die Silbermedaille.
Im Jahr 2009 stellten sich mit dem Sieg im CCI 4* Luhmühlen und im Weltcupfinale in Strzegom erste herausragende Erfolge ein. Bei den Europameisterschaften im selben Jahr kam es zum Gewinn der Bronzemedaille für Sam und Jung.
Bei den Weltreiterspielen 2010 im US-amerikanischen Lexington gewann Sam unter Michael Jung Einzelgold. Im Jahr darauf siegte das Paar sowohl im Einzel, als auch mit der Mannschaft bei der Europameisterschaft in Luhmühlen. Bei den Olympischen Spielen 2012 in London wurde der Wallach unter Michael Jung Doppelolympiasieger.
Mitte des Jahrzehnts wurden Siege in den zwei wichtigsten Prüfungen in der Hochburg des Vielseitigkeitssports, Großbritannien, errungen: Die Burghley Horse Trials im September 2015 und die Badminton Horse Trials im Mai 2016. Bei den Olympischen Spielen 2016 in Rio de Janeiro gewann Sam unter Jung Gold in der Einzelwertung und Silber mit der Mannschaft. Das für die Spiele vorgesehene Pferd Takinou war wegen eines fiebrigen Infekts ausgefallen.
Die Olympischen Spiele 2016 wurden als letztes internationales Championat für Sam auserkoren. In Folge wurde der Wallach nur noch dosiert auf einzelnen Turnieren eingesetzt. Das Jahr 2018 war als letztes Jahr im Turniersport für Sam vorgesehen. Er ging noch ein letztes Mal in Badminton. Letzte angedachte Starts in Aachen und Burghley kamen aufgrund einer Verletzung nicht mehr zustande. Obwohl zum Ende der Saison wieder fit, entschieden sich Reiter und Besitzer gegen ein Auftraineren für die letzte Topprüfung des Jahres (die Étoiles de Pau). Damit beendete Sam seine Karriere.
Sam bestritt in seiner Karriere von März 2006 bis Mai 2018 insgesamt 63 internationale Vielseitigkeitsprüfungen. Von Juni 2006 bis März 2015 beendete er sämtliche Prüfungen und kam stets auf einen der ersten fünf Plätze. Bis zum März 2018 beendete er zwar einzelne Prüfungen nicht (insbesondere kleinere Prüfungen zu Saisonbeginn, wo sein Reiter auf die Beendigung des Geländerittes verzichtete), kam bei allen anderen Prüfungen jedoch weiterhin stets auf den sechsten Platz oder besser.

## Erfolge

### Championate und Weltcup
- Olympische Spiele
  - 2012, London: Goldmedaille Einzel- und Mannschaftswertung
  - 2016, Rio de Janeiro: Goldmedaille Einzel, Silbermedaille Mannschaftswertung

- Weltreiterspiele
  - 2010, Lexington (Kentucky): Goldmedaille Einzelwertung

- Europameisterschaften
  - 2009, Fontainebleau: Bronzemedaille Einzelwertung
  - 2011, Luhmühlen: Goldmedaille Einzel- und Mannschaftswertung

- Weltmeisterschaften der Jungen Vielseitigkeitspferde
  - 2006, Le Lion d’Angers: Silbermedaille sechsjährige Vielseitigkeitspferde (CIC 1*)
  - 2007, Le Lion d’Angers: Silbermedaille siebenjährige Vielseitigkeitspferde (CIC 2*)

- Weltcup der Vielseitigkeitsreiter
  - 2009, Strzegom: 1. Platz beim Finale

### Weitere Erfolge (Auswahl)
- 2006: 1. Platz im CIC 2* Varsseveld, 1. Platz im CIC 1* Altensteig, 1. Platz im CIC 1* Kreuth
- 2007: 1. Platz im CIC 2* Pardubice, 1. Platz im CIC 1* Fontainebleau
- 2009: 1. Platz im CCI 4* Luhmühlen, 1. Platz im CIC 3* Wiesbaden, 1. Platz im CCI 2* Compiègne
- 2010: 1. Platz im CIC 3* Marbach
- 2011: 1. Platz im CICO 3* Fontainebleau, 1. Platz im CIC 3* Marbach
- 2013: 2. Platz im CCI 4* Badminton Horse Trials
- 2015: 1. Platz im CCI 4* Burghley Horse Trials, 3. Platz im CCI 4* Lexington, 3. Platz im CCI 4* Luhmuhlen
- 2016: 1. Platz im CCI 4* Badminton, 1. Platz im  CICO 3* Fontainebleau
- 2017: 2. Platz im CCI 4* Badminton, 2. Platz im CICO 3* Aachen
- 2018: 3. Platz im CIC 3* Pratoni del Vivaro[4]

## Eigentumsverhältnisse
Bis 2011 gehörten 60 % Anteile des Pferdes Sabine Kreuter aus Stöttwang. 2010 wollte sie das Pferd verkaufen, worüber es zu einer Auseinandersetzung mit Michael Jung kam. Zwischenzeitlich wurde Sam laut Angabe der Familie Jung von der Haupteignerin „entführt“. Um das Vielseitigkeitspferd weiterhin dem deutschen Reitsport zu sichern, gab das Deutsche Olympiakomitee für Reiterei (DOKR) mit Hilfe mehrerer Gönner ein Angebot ab. Schließlich kam es Ende Januar 2011 zu einer Einigung, wonach das DOKR 43 % (rund 365.000 Euro) und Mäzen Erich Single 13 % (rund 100.000 Euro) erwarben, vorbehaltlich einer gesundheitlichen Überprüfung ein halbes Jahr später aufgrund eines bei Sam festgestellten Herzgeräusches.